# Micah Christenson
Micah Makanamaikalani Christenson est un joueur américain de volley-ball né le 8 mai 1993 à Honolulu. Il mesure 1,97 m et joue au poste de Passeur.

## Palmarès

### Distinctions individuelles
- Meilleur joueur : Championnat d'Amérique du Nord 2023
- Meilleur passeur : Coupe du monde 2015
- Meilleur passeur : Championnat d'Amérique du Nord 2013